# Zu unserer lieben Frauen (Neustädtel)

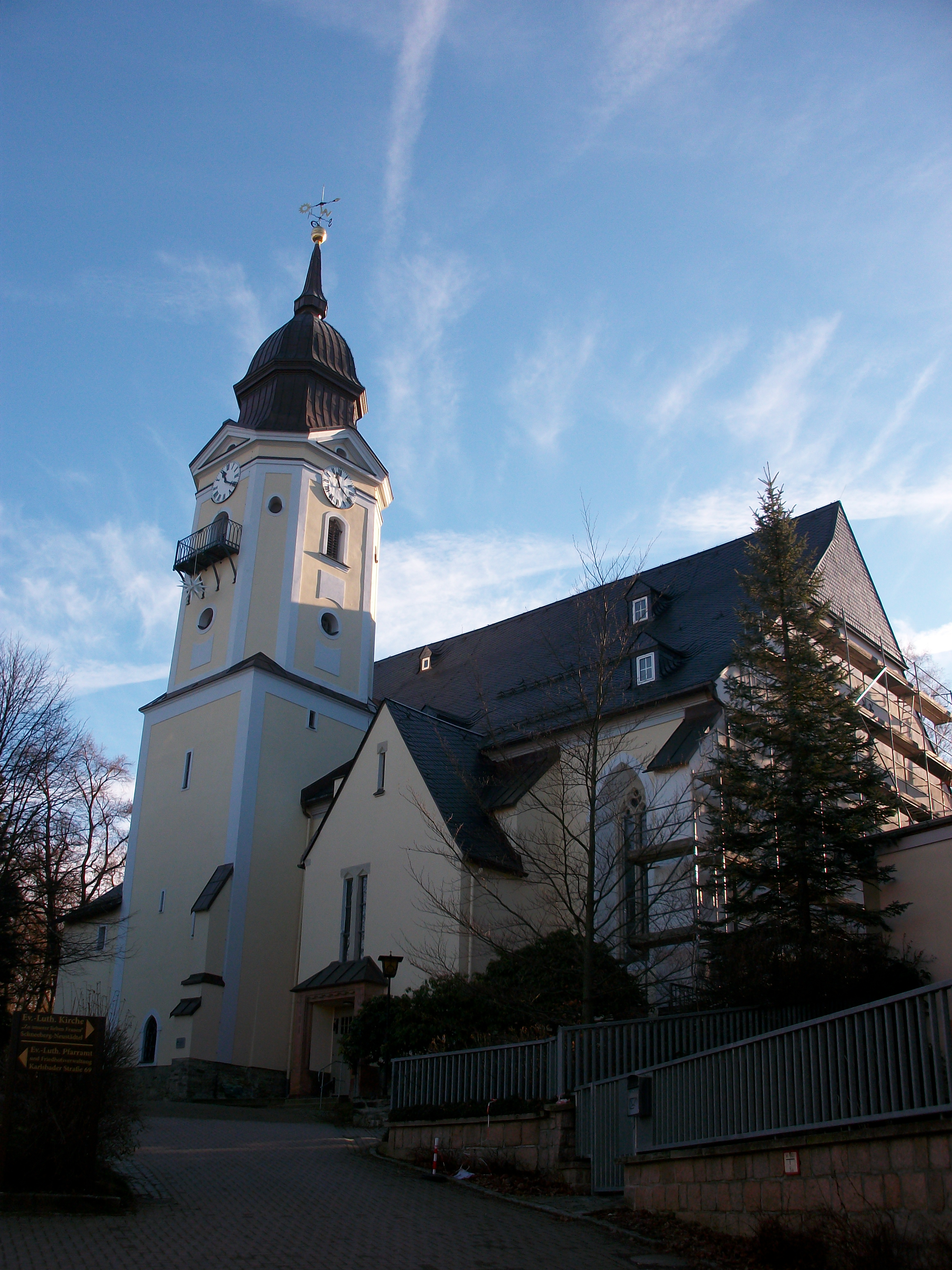
Kirche Zu unserer lieben Frauen in Neustädtel

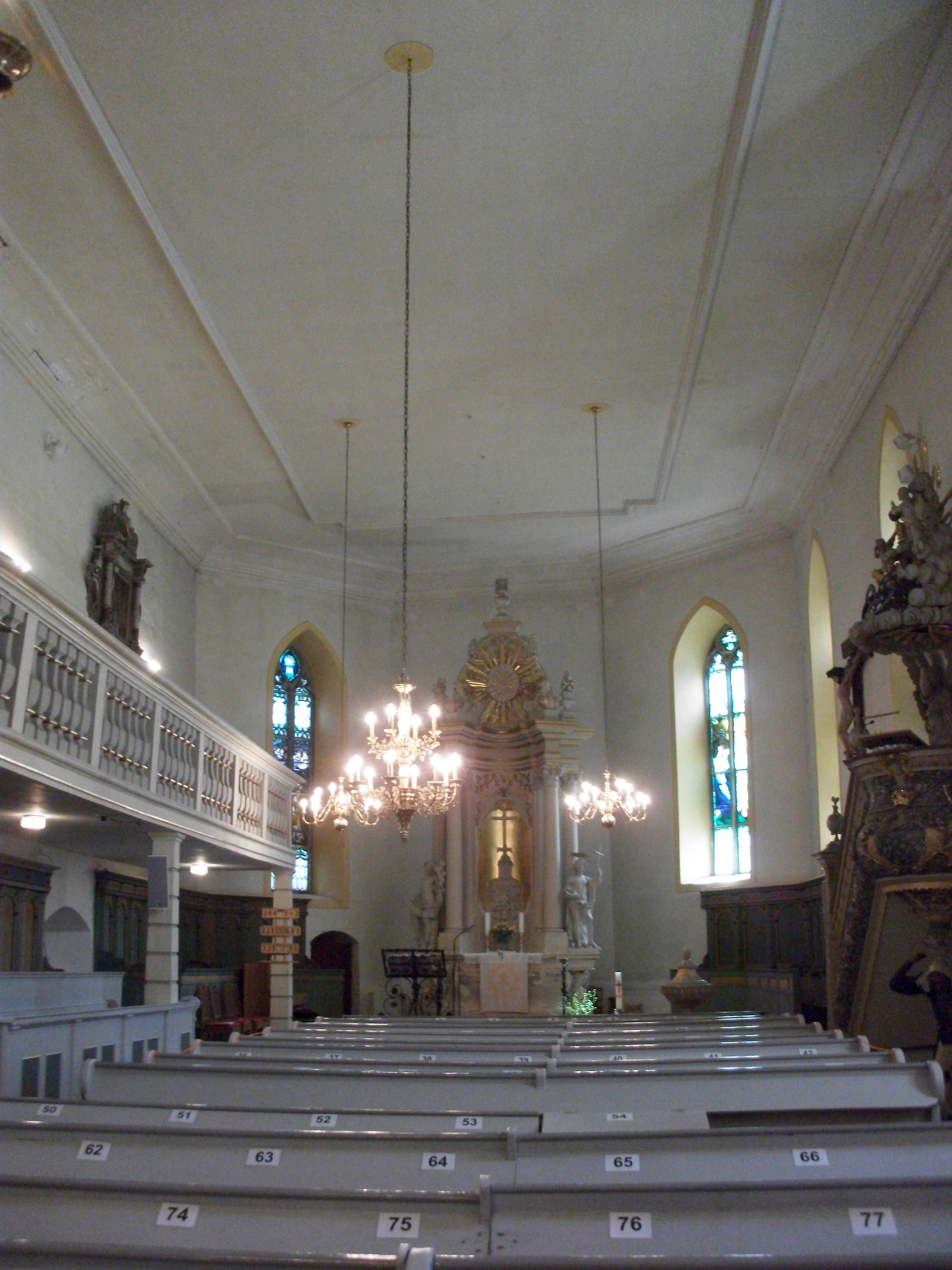
Innenraum mit Blick zum Altar

Die evangelische Kirche Zu unserer lieben Frauen ist eine im Kern gotische, mehrfach umgebaute Saalkirche im Ortsteil Neustädtel von Schneeberg im Erzgebirgskreis in Sachsen. Sie gehört zur Kirchengemeinde Schneeberg-Neustädtel im Kirchenbezirk Aue der Evangelisch-Lutherischen Landeskirche Sachsens.

## Geschichte und Architektur
Die Saalkirche wurde nach einem Brand 1652 unter Einbeziehung von Resten des gotischen Vorgängerbauwerks aus dem 15. Jahrhundert wiederaufgebaut. Eine Innenerneuerung wurde 1909 nach Entwurf von Woldemar Kandler durchgeführt; Restaurierungen erfolgten 1951, 1962–64 (innen), 1988 (außen) und 1995/96 (innen sowie am Altar).
Das Bauwerk ist ein verputzter Bruchsteinbau mit hohem Satteldach. Der langgestreckte eingezogene Chor endet in einem dreiseitigen Schluss. Die Umfassungsmauern mit Strebepfeilern und Maßwerkfenster stammen noch vom gotischen Bauwerk, ebenso das reich profilierte Spitzbogenportal im Westen und die an die nördliche Chorwand anschließende Sakristei mit kleinem Spitzbogenfenster, über welcher der im 18. und 19. Jahrhundert mehrfach veränderte Turm mit doppelt geschweifter Kupferhaube erbaut ist.
Das Innere ist durch die Ausstattung des 17. und 18. Jahrhunderts geprägt. Der flachgedeckte Saal ist mit doppelten Emporen im Norden und Westen versehen, die oberen sind leicht zurückgesetzt; die einfache Südempore ist nur im westlichen Teil angelegt. Die Sakristei ist mit Kreuzrippengewölbe geschlossen.

## Ausstattung

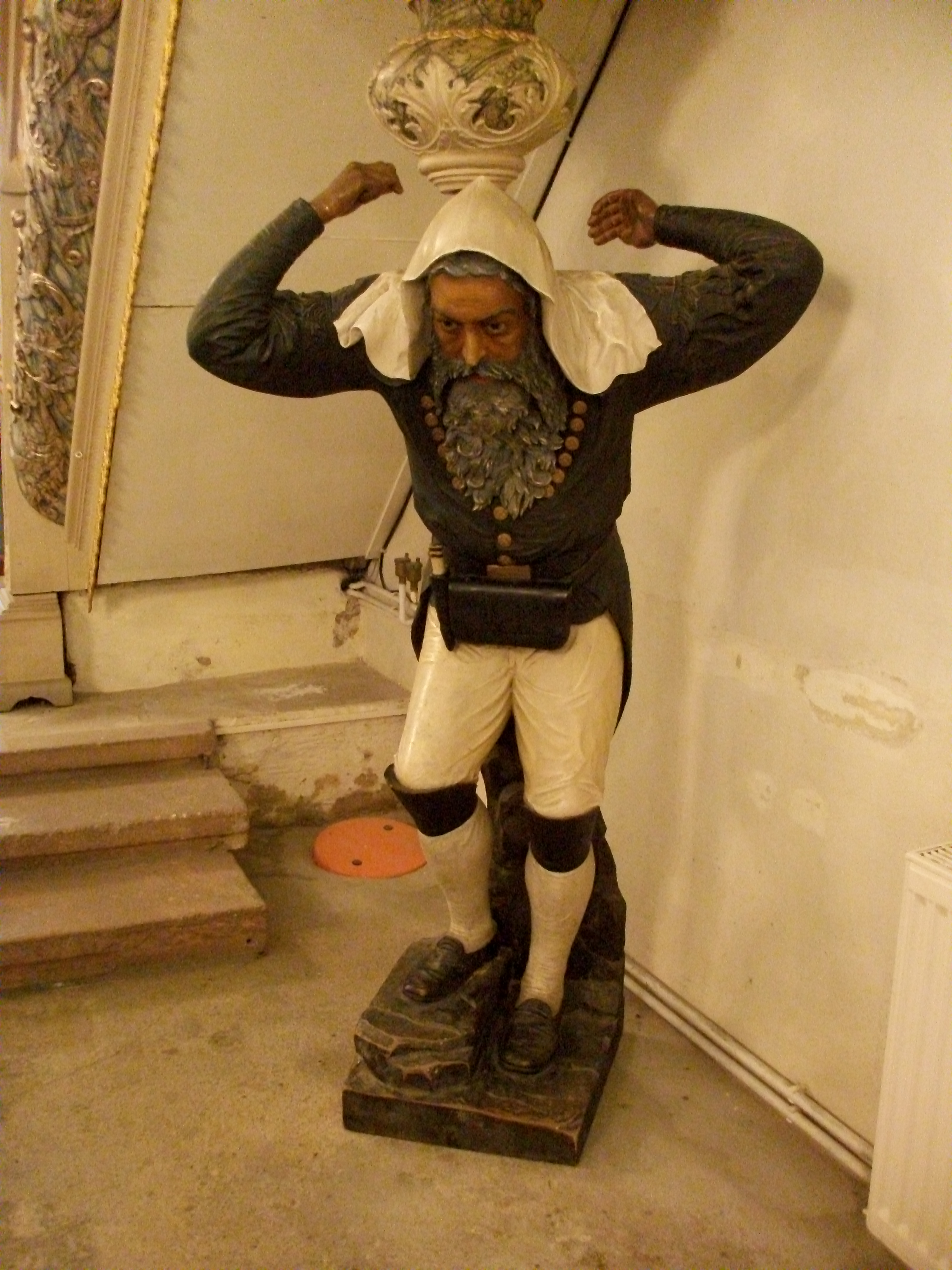
Kanzelträger in der Neustädtler Kirche, geschaffen von Ernst Dagobert Kaltofen

Das Hauptstück der Ausstattung ist ein großer Altar aus Sandstein und weißem Marmor, vermutlich eine Arbeit des Schneeberger Meisters Johann Caspar Hähnel vom Anfang des 18. Jahrhunderts. Zwischen gekoppelten korinthischen Säulen ist eine Nische mit einem Relief des Herz-Jesu-Bildes angeordnet, seitlich die Figuren von Adam und Christus; die Konsolen zeigen einen Stier und einen Löwenkopf, als Bekrönung dient eine Gloriole.
Die fein gestaltete geschnitzte hölzerne Kanzel ist ein Werk vom Beginn des 18. Jahrhunderts. Zwei über der Brüstung aufgerichtete Engelsfiguren tragen den Schalldeckel, der von einer Figurengruppe bekrönt ist, welche auf die Vision Ezechiels hinweist.
Die klassizistische Marmortaufe ist mit der Jahreszahl 1812 datiert. Am Pfeiler der Nordempore ist eine kleine Schnitzgruppe unbekannter Herkunft vermutlich aus der Zeit um 1700 angeordnet, welche die Drachentötung durch den Erzengel Michael darstellt. Die lebensgroße Bergmannsfigur stellt den Neustädtler Bergmann Sebastian Kraus dar und wurde 1911 vom Schneeberger Holzbildhauer Ernst Dagobert Kaltofen geschaffen; sie diente zeitweise als Träger des Lesepults. Beachtenswert ist das 1662 datierte Chorgestühl mit Schnitzwerk und Schablonenmalereien, die bergmännische Symbole darstellen. Die schmiedeeiserne Chorschranke und das Lesepult stammen vom Beginn des 18. Jahrhunderts. Die Farbglasfenster im Chor vom Anfang des 20. Jahrhunderts stellen die Geburt Christi, Noli me tangere, Christus und Maria Magdalena am Ostermorgen, die Segnung der Kinder durch Christus, das Abendmahl und die Bergpredigt dar.
Die Orgel ist hauptsächlich ein Werk von Julius Jahn & Sohn aus dem Jahr 1909 mit 26 Registern auf zwei Manualen und Pedal im Prospekt der Vorgängerorgel von Johann Gottlob Trampeli von 1912.
Über der Nordempore ist ein Epitaph für Andreas Schildbach angebracht, mit unleserlicher Inschrift sowie mit Stifterporträt und gemalter Darstellung der Grablegung mit Jonas darüber, das von Matthias Krodel dem Älteren aus der Mitte des 16. Jahrhunderts geschaffen wurde. In der Sakristei ist ein Epitaphaltar des 17. Jahrhunderts aufgestellt, ein zweisäuliger  Aufbau mit Grablegungsgemälde und einer Darstellung der Kreuzigung und Stifterfamilie. Ein spätgotischer Schnitzaltar vom Anfang des 16. Jahrhunderts befindet sich heute in der Johanniskirche in Plauen im Vogtlandkreis.